# 丰台大王庙
39°47′55″N 116°15′56″E / 39.798476°N 116.265503°E
大王庙，位于北京市丰台区宛平城地区（原老庄子乡辖区）北天堂，是一座道教全真派宫观。

## 历史
大王庙始建于清光绪十七年（1891年）。光绪十六年（1890年），该地的河堤决口，清朝官员成功治洪之后，建立此庙以作纪念。该庙的清朝古建筑一直保存至今，比较完好。2003年10月，被公布为丰台区文物保护单位。2003年7月，老庄子乡自筹130万元人民币对大王庙进行了修缮，2004年10月竣工，殿内塑造了道教神像。2005年，道长任崇亮接管了大王庙。2012年，全国政协委员黄信阳在全国两会上提出了《关于北京丰台区大王庙为道教活动场所的提案》。
2017年10月26日（农历丁酉年九月初七日），丰台大王庙举办宗教活动场所颁证仪式暨神像开光法会。北京市宗教局副局长刘先传，中共丰台区委统战部副部长民宗办主任马士有，中共丰台区委统战部副部长王晓轶，丰台区宛平城地区办事处副主任张振，中国道教协会副会长、北京市道教协会会长黄信阳，北京市道教协会副会长袁志鸿、孔阳元、刘崇尧、秘书长姜涛等领导和宫观负责人出席。

## 建筑
大王庙总面积1322平方米，其中建筑面积582平方米，包括门殿（山门）、东西配殿、东西庑殿和东西耳房。第一进院东西配殿是文昌殿、关帝殿，正殿是大王殿，内祀武将打扮的大王，传说因大王的保佑才使被洪水冲毁的大坝合龙。大王上方悬一匾“金堤永固”，是清朝光绪帝题写。第二进院的东西配殿是慈航殿、三星殿，正殿是龙王殿，供奉龙王，龙王上方悬一匾“永佑安澜”，是慈禧太后题写。